# József Mindszenty
József Mindszenty, właśc. József Pehm (ur. 29 marca 1892 w Csehimindszent, zm. 6 maja 1975 w Wiedniu) – węgierski duchowny rzymskokatolicki, kardynał, prymas Węgier w latach 1945–1974, Sługa Boży Kościoła katolickiego.

## Młodość
Pehm urodził się w dunajskoszwabskiej rodzinie właścicieli ośmiohektarowej winnicy. Jego rodzicami byli József Pehm i Borbála Kovács. Miał sześcioro rodzeństwa, spośród którego dwóch bliźniaków zmarło bardzo wcześnie, a jedna z sióstr w wieku ośmiu lat; był najstarszy z rodzeństwa. Pięć klas szkoły gminnej ukończył w Mindszent.
Dzięki pomocy rodziców i wrodzonym zdolnościom ukończył szkołę gminną w Mindszent, jednak, jak pisał we wspomnieniach, nauczył się nieporównanie mniej niż jego rówieśnicy z miasta. Po pierwszej komunii został ministrantem i dzięki pomocy proboszcza został przyjęty do gimnazjum norbertanów w Szombathely. W ciągu pierwszych 2–3 lat gimnazjum nadrobił zaległości i w ostatnich klasach był znakomitym uczniem – maturę zdał jako prymus. Dużo czytał, interesował się historią i literaturą piękną.
W gimnazjum József Pehm poczuł powołanie do stanu kapłańskiego i zaczął się zagłębiać w tajniki wiary. Został prefektem kongregacji młodzieżowej.

## Kapłaństwo
Bezpośrednio po maturze Pehm związał się z Kościołem, wstępując do seminarium duchownego w Szombathely. Wiedza teologiczna zjednała mu sympatię i szacunek nauczycieli. Zwrócił na niego uwagę m.in. biskup sufragan z Szombathely János Mikes, który chciał wysłać kleryka na studia teologiczne do wiedeńskiego Pazmaneum – miejsca kształcenia najwybitniejszych węgierskich teologów. Pehm odmówił, uważając, że jego znajomość teologii jest jeszcze zbyt słaba. Biskup przez kilka lat nie mógł mu wybaczyć tej decyzji.
12 czerwca 1915 József Pehm otrzymał święcenia kapłańskie od biskupa Mikesa. Posługę duchowną zaczął jako wikary przy proboszczu Béli Geiszlingerze w parafii Felsőpáty. Zdobył w tym czasie rozgłos jako autor książki „Édesanya” („Mateczka”), wydanej dwukrotnie w 1916 i cieszącej się popularnością.
1 lutego 1917 ks. József Pehm został nauczycielem w gimnazjum w pobliskim Zalaegerszeg, gdzie później przez długie lata był proboszczem. Tam za namową rodziców, biskupa i znajomych objął redakcję komitatowej (wojewódzkiej) gazety „Vármegyei Újság” i został rajcą miejskim. Później ks. Pehm założył własną gazetę „Zalamegyei Újság”.
Podczas rewolucji na Węgrzech w 1919 stracił dziadka, a sam dostał się do komunistycznej niewoli. Za namową eskortującego go sierżanta uciekł, ale po drodze w Zalalövő znów został uwięziony przez czerwonych żandarmów. 15 maja 1919 wypuszczono go, ale wbrew zakazom komunistycznych władz odprawił mszę i znów go aresztowano. Wolność odzyskał dopiero na początku sierpnia 1919, po upadku rebelii.

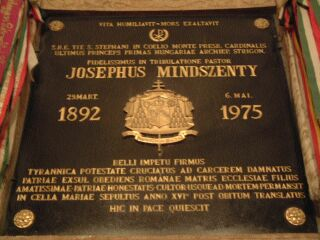
Nagrobek ks. kardynała Józsefa Mindszentyego

W wieku 27 lat ks. József Pehm został proboszczem parafii pw. św. Marii Magdaleny w komitackim mieście Zalaegerszeg, liczącym wówczas 16 tys. mieszkańców. Parafia obejmowała barokową farę z połowy XVIII wieku i mały kościółek w dzielnicy willowej Kertváros (dziś jest tam tablica pamiątkowa ku czci kardynała). Parafia obejmowała również szereg podmiejskich osiedli i wsi: Zalabesnyő, Szenterzsébethegy, Ebergény, Ságod oraz Vorhota. Prócz tego proboszcz Pehm zastępował chorych proboszczów w jednoosobowych parafiach w Kadarkút, Zalaszentgrót, Zalabér, w rodzinnej wsi Zalamindszent, w miejscowości pielgrzymkowej Búcsúszentlászló, w Kisbucsa, Zalaszentmihály, Pacsa i innych.
W 1924 ks. Pehm został mianowany przez biskupa opatem tytularnym klasztoru Pornó, a w 1937 został prałatem papieskim.

## Biskup, arcybiskup, kardynał, prymas Węgier
4 marca 1944 ks. prałat József Pehm został mianowany przez papieża Piusa XII biskupem Veszprém i otrzymał sakrę biskupią. Wtedy przyjął nazwisko Mindszenty („pochodzący z Mindszent”). W tym czasie dużo podróżował i często zmieniał miejsce pobytu. Jak pisał: „sytuacja była tak pogmatwana, że urząd komitacki w Zalaegerszeg musiał mi wystawić paszport”. Do Veszprém przyjechał 29 marca 1944, w dniu swoich 52. urodzin, dziesięć dni po zajęciu Węgier przez III Rzeszę, niemal po kryjomu. Był wówczas poszukiwany przez gestapo z powodu pomocy, której udzielał polskim uchodźcom. Z początku go nie odnaleziono, bo poszukiwano Józsefa Pehma, nie Józsefa Mindszentyego. Jednakże już kilka dni później biskup Mindszenty wraz ze swym sekretarzem ks. László Lékaim został uwięziony przez gestapo w jednym z najsurowszych zakładów karnych na Węgrzech – w więzieniu w Sopronkőhida, skąd został uwolniony dopiero w lipcu 1944 po interwencji regenta Miklósa Horthyego. Biskup i jego sekretarz zostali powtórnie uwięzieni w Sopronkőhida 27 listopada 1944, po przewrocie Szálasiego. Wraz z nim więziono trzech byłych premierów (księcia Maurycego Esterházyego, Miklósa Kállayego i Gézę Lakatosa) oraz wielu parlamentarzystów, sędziów, oficerów, artystów, księży i uczonych.
Po śmierci prymasa Justyniana Serédiego papież Pius XII, 15 września 1945 r., mianował biskupa Mindszentyego arcybiskupem Ostrzyhomia i prymasem Węgier, a 18 lutego 1946 roku abp Mindszenty otrzymał jako jeden z trzydziestu dwóch hierarchów kapelusz kardynalski z tytułem prezbitera Santo Stefano al Monte Celio.
Po przejęciu władzy przez komunistów pod kierownictwem Rákosiego w 1947 i rozpętaniu policyjnego terroru, po pięciogodzinnej rewizji w pałacu prymasowskim, 26 grudnia 1948 prymas Mindszenty został aresztowany przez ÁVH. Na wieść o tym papież Pius XII, 2 stycznia 1949 r., wydał List Acerrimo Moerore, w którym potępił akt aresztowania prymasa, a biskupów węgierskich prosił o zachowanie wiary i jedności wobec komunistycznych prześladowań. Torturowany Mindszenty stanął 3 lutego 1949 r. przed sądem i po trwającym zaledwie pięć dni procesie pokazowym został skazany za zdradę stanu na dożywotnie więzienie. Zarzucono mu, że sprzeciwiał się wprowadzeniu na Węgrzech republiki i polityce państwa komunistycznego, m.in. nacjonalizacji szkół katolickich, następnie -  wspieranie rządów faszystowskich oraz współudział w eksterminacji węgierskich Żydów. 12 lutego 1949 r. Pius XII ekskomunikował wszystkich odpowiedzialnych za uwięzienie i proces prymasa. 20 lutego 1949 r. na wezwanie Piusa XII na placu Świętego Piotra w Rzymie zebrały się dziesiątki tysięcy wiernych w geście poparcia dla uwięzionego prymasa. Po aresztowaniu kardynała archidiecezją przejściowo zarządzał bp dr János Drahos, po którego śmierci 15 czerwca 1950 kapituła ostrzyhomska wybrała zarządcą archidiecezji biskupa Zoltána Meszlényiego.
Prymas Mindszenty został uwolniony podczas rewolucji węgierskiej 30 października 1956 r., a 1 listopada wygłosił przemówienie radiowe, w którym udzielił swojego poparcia powstańcom. Po interwencji radzieckiej, 4 listopada 1956, stłumieniu oporu i zajęciu Węgier przez Armię Radziecką prymas wraz ze swym sekretarzem ks. Egonem Turchánym schronił się w Poselstwie Stanów Zjednoczonych w Budapeszcie, gdzie przebywał przez następne 15 lat po udzieleniu mu azylu przez prezydenta Dwighta Eisenhowera. Amerykanie oddali do dyspozycji Mindszentyego dwa pokoje i mógł on się poruszać jedynie po wyznaczonym terenie. Nie mógł spotykać się z żadną osobą ani rozmawiać z Węgrami zatrudnionymi w ambasadzie. Nawet kontakt ze Stolicą Apostolską mógł się odbywać jedynie za amerykańskim pośrednictwem. Rząd węgierski nie ukrywał, że nadal traktuje prymasa jako wroga, czego wyrazem była straż przy ambasadzie, najpierw wojskowa, a później milicyjna. Mindszenty mógł tylko cztery razy do roku spotykać się ze swoją matką i siostrą. Później odwiedzali go też i inni członkowie rodziny, ale zawsze w tych spotkaniach asystowali pracownicy ambasady. Bez świadków mógł rozmawiać jedynie ze swoim spowiednikiem.
Rząd Jánosa Kádára po 1956 przywrócił system kontroli nad Kościołem. Nominacje kościelne znów miały być zatwierdzane przez urzędy państwowe. Przywrócono stanowiska duchownym skompromitowanym współpracą z reżimem, choć wielu z nich miało nałożone kary kościelne. Reaktywowano organizację księży patriotów, która przyjęła nazwę Opus Pacis. Sytuacja nie uległa zmianie nawet wtedy, gdy Pius XII ekskomunikował dwóch jej liderów: Miklósa Beresztoczego i Richarda Horvátha, którzy odmówili złożenia mandatów parlamentarnych i nie chcieli przerwać działalności politycznej. Wiosną 1958 premier Węgier Gyula Kállai publicznie wsparł działania duchownych zaangażowanych w ruch Opus Pacis, wyraził też przekonanie, że biskupi zapewnią jego członkom dostęp do odpowiedzialnych stanowisk kościelnych. Z grona „księży pokoju” wywodzili się wszyscy duchowni, którzy w późniejszym czasie przejęli kierownictwo węgierskich diecezji.
Pomimo tych dramatycznych okoliczności, za pontyfikatu Pawła VI dyplomacja watykańska podjęła rozmowy z władzami węgierskimi, które miały na celu osiągnięcie porozumienia. 15 września 1964 zawarta została ugoda, której sygnatariuszami byli minister József Prantner, dyrektor Urzędu ds. Wyznań, oraz abp Agostino Casaroli. Tekst tego dokumentu nie został nigdy opublikowany. Kard. Mindszenty ocenił to porozumienie bardzo krytycznie. Uważał, że dyplomaci watykańscy wykazali się naiwnością i zostali oszukani przez komunistów.
W 1967 USA przywróciły stosunki dyplomatyczne z Węgierską Republiką Ludową, do Budapesztu przyjechał ambasador Martin J. Hillenbrand. Na wiadomość o tym prymas zapowiedział, że natychmiast opuści ambasadę. Pod wpływem perswazji m.in. Franza Königa zdecydował się pozostać na miejscu. Oceniał jednak, że wszystko zmierza w niewłaściwym kierunku, że jego racje są ignorowane, a on sam czuł się coraz bardziej kłopotliwym gościem. Rozwiązanie tej sytuacji stało się możliwe dopiero po ociepleniu stosunków między Stolicą Apostolską a Związkiem Radzieckim. Prymas Mindszenty twardo odmawiał jakichkolwiek, choćby pozornych ustępstw na rzecz komunistów. Ostatecznie jednak papież Paweł VI interweniował u władz węgierskich, które 27 września 1971 zgodziły się na przejazd prymasa przez Węgry do Rzymu. Towarzyszył mu nuncjusz apostolski w Wiedniu abp Opilio Rossi. Na podwiedeńskim lotnisku Schwechat czekał na nich abp Casaroli. Dopiero później okazało się, że w trakcie poufnych negocjacji dyplomaci watykańscy obiecali rządowi węgierskiemu, że Mindszenty nie będzie się wypowiadał publicznie i nie opublikuje swoich pamiętników. Prymas nic o tym nie wiedział. 23 października 1971 prymas przeniósł się do Wiednia, aby być bliżej ojczyzny. Przed wyjazdem jeszcze koncelebrował mszę z papieżem.
W lutym 1974, Paweł VI, pomimo wcześniejszych zapewnień, pozbawił kardynała urzędu arcybiskupa Ostrzyhomia i tytułu prymasa Węgier. Sam zaś Paweł VI zwykł go nazywać „ofiarą historii”, a nie „ofiarą komunizmu”.
Pozbawiony godności prymasa Węgier, ostatnie lata życia Mindszenty spędził na emigracji w Wiedniu, w Pázmáneum, często wyjeżdżając do znanego miejsca pielgrzymek w Mariazell. Tam też został pochowany po śmierci 6 maja 1975 w Wiedniu.
Kardynał József Mindszenty został zrehabilitowany przez rząd węgierski w 1989. W maju 1991 jego szczątki sprowadzono z Mariazell i uroczyście umieszczono w Krypcie Prymasowskiej archikatedry w Ostrzyhomiu.

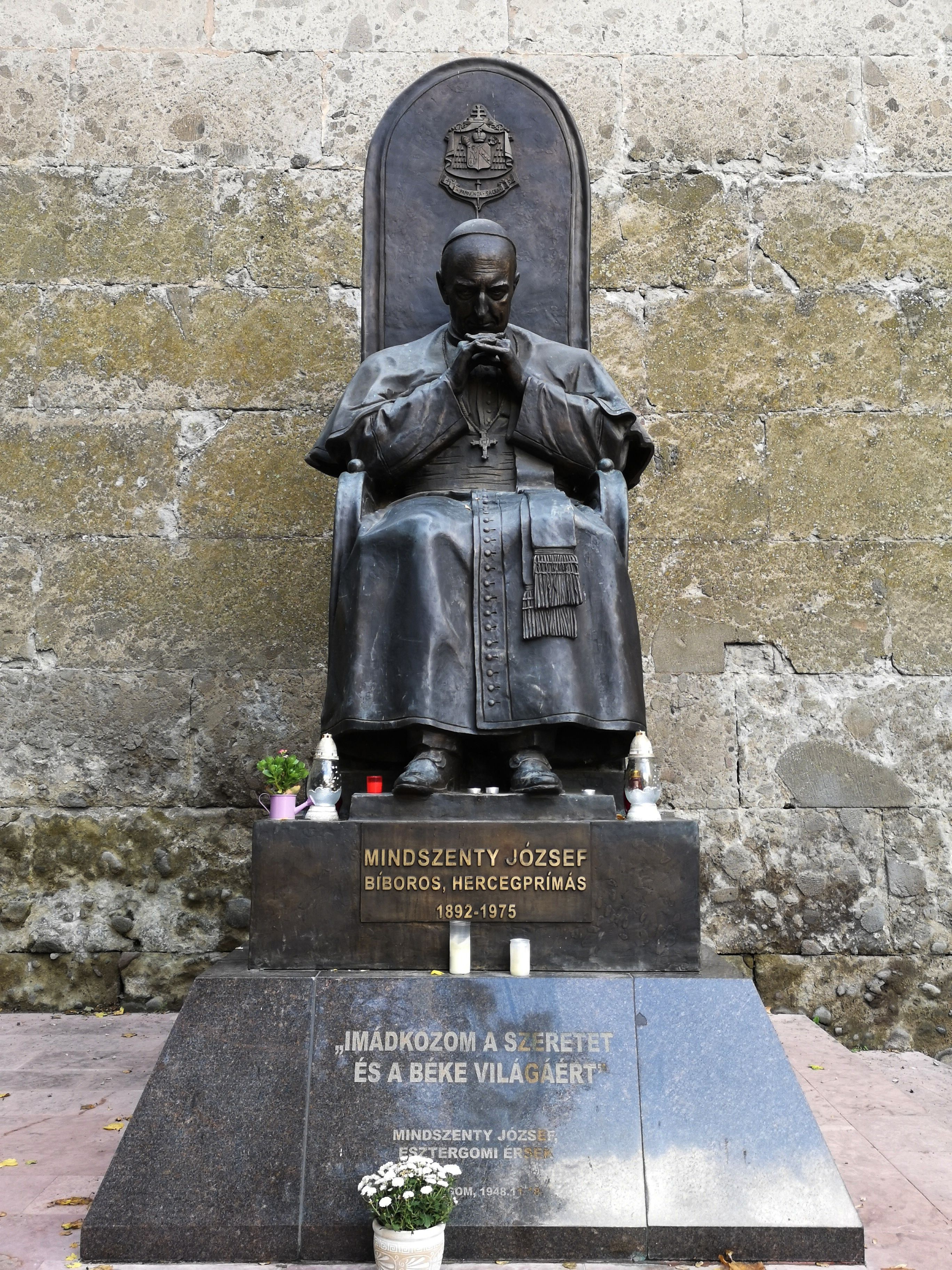
Pomnik Józsefa Mindszenty przed Bazyliką Ostrzyhomską